# Iván Cabrera
Manuel Iván Cabrera Salinas (Santiago, 11 de febrero de 1983) es un bailarín chileno, conocido por haber participado en los programas Rojo de Televisión Nacional de Chile y Yingo y Fiebre de baile de Chilevisión. Además, participó en teleseries como Don Diablo, Gordis y Vampiras, y fue panelista de No eres tú, soy yo de Zona Latina y como conductor de Danz y Curiocity de Bang TV.

## Biografía
Desde pequeño comenzó a manifestar su amor por la danza, y lo hizo en todo evento escolar, que tuvo la posibilidad. Quienes lo conocieron, recuerdan cuando en las fiestas del Colegio Álvaro Covarrubias, ubicado en Hipódromo Chile -donde cursó toda la primaria-, se disfrazaba como Michael Jackson y comenzaba a bailar, destacándose también, en el grupo folclórico, donde pudo desarrollar sus dotes artísticos.
El 14 de julio de 2008 ingresó al programa juvenil Yingo de Chilevisión participando en el equipo Modelais.
El 17 de julio de 2010 participó en la competencia por un departamento, en el cual luego de una ardua lucha se convirtió en el flamante ganador del departamento con el 66,2 % de los votos del público. 
Cabrera señaló emocionado:

Me siento afortunado por tener un increíble público, que es lo más importante para un artista. El cariño de mi familia, de mi madre y la posibilidad que nos dan ustedes de mostrar y dejar huella en televisión, cosa que en otros lugares no nos pueden copiar.

En enero de 2022 se uniría al programa de baile de Canal 13 Aquí se baila.

## Controversias
El 29 de diciembre de 2021, Antonella Muñoz (expareja de Cabrera) reveló en una entrevista con Cecilia Gutiérrez que le había estado enviando videos íntimos con su actual pareja Gala Caldirola, a quien conoció cuando participó en El discípulo del chef. Además, acusó a Cabrera de que la drogaba y la obligaba a tener relaciones sexuales. Posteriormente, Muñoz se retractaría de sus dichos, afirmando que dijo cosas "que no son reales".

## Filmografía

### Programas de televisión
| Año     | Título                | Rol          | Notas                      | Canal       |
| ------- | --------------------- | ------------ | -------------------------- | ----------- |
| 2008    | Rojo                  | Bailarín     |                            | TVN         |
| 2008-13 | Yingo                 | Participante |                            | Chilevisión |
| 2021    | El discípulo del chef | Participante | 21.er eliminado            | Chilevisión |
| 2022    | Aquí se baila         | Participante | Semifinalista              | Canal 13    |
| 2024    | Gran Hermano          | Participante | 13.er eliminado / Abandona | Chilevisión |

### Telenovelas
| Año  | Título     | Personaje                | Canal       |
| ---- | ---------- | ------------------------ | ----------- |
| 2010 | Don Diablo | Bastián Quintanilla      | Chilevisión |
| 2011 | Vampiras   | Canopy                   | Chilevisión |
| 2012 | Gordis     | Patricio "Pato" Proteico | Chilevisión |